# HMS Aconite (1941)
HMS Aconite (K58) (англ. ЕВК «Аконит», бортовой номер K58), в составе ВМС Сражающейся Франции FFL Aconit — британский и французский корвет типа «Флауэр», участвовавший во Второй мировой войне в составе КВМС Великобритании и флота Сражающейся Франции. Позывной в годы войны: J1095. В годы войны сопровождал 116 конвоев и провёл в общей сложности 728 суток в море. Награждён орденом Освобождения и Военным крестом 1939—1945 лично по указу Шарля де Голля, также получил личную благодарность от Британского Адмиралтейства. Один из самых известных французских кораблей времён Второй мировой войны.

## Военная служба

### 1941—1942: охрана конвоев
Корвет «Аконит» был построен на верфи Ailsa города Трун в Шотландии. Заложен был 25 марта 1940 года, спущен на воду 31 марта 1941 года, в состав флота вошёл 19 июля 1941 года. Первым командиром корабля был лейтенант Левассёр. В состав Военно-морских сил Сражающейся Франции корвет вошёл 23 июля 1941 года, 17 августа 1941 года был включён в состав эскортной группы, базировавшейся в устье реки Клайд, и вошёл в состав сил Ньюфаундленда (англ. Newfoundland Forces).
«Аконит» принял активное участие в Битве за Атлантику, в течение первых двух лет своей службы сопровождая конвои Ньюфаундленд-Великобритания, маршруты которых проходили вдоль побережья Исландии. С 10 по 27 декабря 1941 года он участвовал в боевых действиях близ Сен-Пьера и Микелона. В 1942 году корвет вместе с ещё тремя другими корветами ВМС Сражающейся Франции вошёл в эскортную группу B-3 из Эскортных сил Центральной Атлантики и служил там до конца кампании.

### 1943 год: охрана конвоя HX228 и бой с немецкими субмаринами
С 10 по 11 марта 1943 года «Аконит» вместе с семью другими кораблями сопровождал крупный конвой HX-228. Корабли сопровождения в ходе операции столкнулись с немецкой «волчьей стаей» и приняли бой. «Аконит» отличился в ходе этого боя и сумел потопить подлодки U-444 и U-432. Бою предшествовали несколько событий.
4 марта 1941 года конвой HX228 отправился из Ньюфаундленда в Великобританию. 9 марта примерно в 8 часов утра американский самолёт, взлетевший с авианосца ВМС США, обнаружил в 10 милях от конвоя немецкую подводную лодку (авианосец вынужден был вернуться в порт в 15 часов из-за недостатка топлива). В 19:30 немцы атаковали конвой: один из кораблей, который перевозил боеприпасы, был повреждён, а на судне «Andrea F. Luckenbach» люди уже рассаживались по шлюпкам.
Эсминец «Харвестер» под командованием Андре Те следил за появившейся подлодкой U-444 и готовился принять на борт пострадавших. Спустя несколько часов после безуспешной попытки установить контакт с субмариной, уже глубокой ночью в четырёх милях от конвоя подлодка всплыла и направилась на высокой скорости к конвою. После того, как U-444 снова скрылась под водой, «Харвестер» немедленно направился навстречу к ней. Экипаж эсминца стал сбрасывать глубинные бомбы, чем вынудил подлодку всплыть, а после эсминец её протаранил на скорости в 27 узлов. Однако тут же малейшая невнимательность экипажа «Харвестера» привела к непоправимым последствиям: всё ещё держащаяся на поверхности U-444 протаранила эсминец.
Несмотря на повреждения, «Харвестер» продолжал принимать на свой борт спасшихся (так, он подобрал одного человека, а «Аконит» — четверых). «Акониту» поступил приказ от командира Те вернуться к конвою HX228. Сам «Харвестер», несмотря на то, что в строю был только один рабочий мотор, продолжал двигаться со скоростью примерно в 9 узлов. На рассвете 10 марта в 4 часа 50 спасшихся с судна «William C. Gorgas», которое было торпедировано U-757, также были приняты на борт. Утром 11 марта двигатели «Харвестера» остановились, и он послал сигнал о помощи «Акониту»: «Мы остановились. Встаньте рядом с нами».
В 11:00 подлодка U-432 торпедировала эсминец «Харвестер». Экипаж понял, что спасти корабль не удастся, и приготовился к эвакуации, как вдруг вторая торпеда попала в корабль. В результате взрыва погибли капитан, 7 офицеров, 136 матросов и 39 других моряков, подобранных эсминцем. «Аконит» вынудил подлодку U-432 всплыть, после чего открыл по ней мощный артиллерийский огонь и затем протаранил субмарину, пустив её ко дну. В течение дня экипажу судна удалось подобрать 60 спасшихся матросов из экипажа «Харвестера» (в том числе 12 моряков с судна «William C. Gorgas») и ещё 12 подводников с U-432 (в том числе и второго офицера).
Старший офицер с «Харвестера», лейтенант Дж. Л. Бриггз (офицер команды управления огнём) впоследствии спрашивал второго офицера с U-432: «Зачем вы выпустили вторую торпеду так быстро? Вы хотели убить как можно больше?» Оберлейтенант (таково было звание этого офицера) ответил: «Я подумал, что корабль слишком медленно тонет».

### 1943—1945: завершающий этап войны
С 1 по 12 апреля «Аконит» находился на ремонте в Глазго. 21 апреля 1943 Шарль де Голль наградил корвет и его командира Крестом Освобождения. Во время ремонта с 1 сентября по 10 октября 1943 года было принято решение о назначении командиром корвета лейтенанта Ле Миллера. Вскоре «Аконит» вернулся в строй и организовал атаку на немецкую подводную лодку 13 декабря 1941 года.
В начале 1944 года корвет находился в Касабланке и Гибралтаре. 5 июня 1944 года он сопровождал конвой U-3 из Торбея во Францию, отбивая немецкие авианалёты. Во время высадки в Нормандии он входил в состав 108-й эскортной группы с кораблями «Авентюр», «Эскармуш» и «Ренонкюль».
18 апреля 1945 года корабль снова встал на ремонт, в мае он продолжил свою службу, а 5 июня 1945 года было объявлено о прекращении военных операций в европейских водах.

### После войны
В первые послевоенные годы «Аконит» использовался в качестве учебного корабля. 30 апреля 1947 года корабль вернулся в состав ВМС Великобритании, в июле был продан и пущен на слом. Позднее имя корвета было присвоено ещё нескольким французским военным кораблям.